# Música da Coreia do Norte
A música da Coreia do Norte inclui uma ampla gama de artistas folclóricos, populares, instrumentais leves, políticos e clássicos. Além da música patriótica e política, grupos de música popular como o Conjunto Eletrônico de Pochonbo e a Banda Moranbong tocam músicas sobre a vida cotidiana na RPDC e reinterpretações pop leves modernas da música folclórica coreana clássica. A educação musical é amplamente ensinada nas escolas, com o presidente Kim Il Sung implementando pela primeira vez um programa de estudo de instrumentos musicais em 1949 em um orfanato em Mangyongdae. A diplomacia musical também continua a ser relevante para a República Popular Democrática da Coreia, com delegações musicais e culturais completando concertos na China e na França nos últimos anos, e músicos de países ocidentais e da Coreia do Sul colaboram em projetos na RPDC.

## Taejung kayo
Após a divisão da Coreia em 1945 e o estabelecimento da Coreia do Norte em 1948, as tradições revolucionárias de composição de canções foram canalizadas para o apoio ao estado, eventualmente se tornando um estilo de canção patriótica chamado taejung kayo (대중가요) na década de 1980 combinando música sinfônica ocidental clássica, o estilo do realismo socialista soviético e formas musicais tradicionais coreanas. As canções são geralmente cantadas por artistas femininos e masculinos - um coral, pequenos grupos ou um solista - com bandas de acompanhamento ou corais acompanhados por uma grande orquestra (estilo ocidental ou um híbrido de ocidental e tradicional) ou uma banda de concerto e, nos últimos anos, uma banda pop ou big band/jazz band com guitarras, guitarras elétricas, teclados, cordas, uma bateria e seção de metais com acordeões ocasionais e instrumentação tradicional.
A música norte-coreana segue os princípios da ideologia Juche (autossuficiência). A música característica de marcha, animada, da Coreia do Norte é cuidadosamente composta, raramente executada individualmente, e suas letras e imagens têm um conteúdo otimista claro.
Muitas músicas são compostas para filmes, dramas de televisão e filmes de TV, e as obras do compositor coreano Isang Yun (1917–1995), que passou grande parte de sua vida na Alemanha, são populares na Coreia do Norte.

## Música pop
Sob a era de Kim Il Sung, apenas música ideologicamente correta era permitida. O jazz em particular era considerado fora dos limites. Muitos artistas, no entanto, encontraram seu caminho em torno dessas limitações escrevendo letras ideologicamente corretas enquanto tomavam liberdades com a partitura. Sob Kim Jong Il, gêneros anteriormente proibidos, até mesmo o jazz, tornaram-se permitidos e encorajados. Em 2010, um grupo de brutal death metal que se dizia ser da Coreia do Norte, chamado Red War (붉은전쟁), lançou uma demo de três faixas online. No entanto, em 2014, acredita-se que o grupo foi dissolvido. O arquivo de música metal Spirit of Metal atualmente lista duas bandas que afirmam ser originárias da Coreia do Norte, Red War e a banda pornogrind Teagirl.
Muitas canções pop norte-coreanas são geralmente interpretadas por uma jovem cantora com um conjunto elétrico, percussionista e cantores e dançarinos acompanhantes, hoje há até cantores masculinos ou um coro em bandas pop comunitárias ou de companhia. Algumas canções pop norte-coreanas como "Assobiar" — com as letras do poeta norte-coreano Cho Ki-chon — tornaram-se populares na Coreia do Sul. Temas líricos comuns incluem poderio militar ("Seguraremos as Baionetas Com Mais Firmeza", "Olhe Para Nós!", "Um Contra Cem"), produção econômica e economia ("A Alegria da Colheita Abundante Transborda em Meio ao Canto da Mecanização", "Alcance a Vanguarda (A Canção da CNC)", "Eu Também Crio Galinhas", "Orgulho da Batata", "Chollima na Asa"), patriotismo ("Meu País é o Melhor", "Não Temos Nada a Invejar", "Avante em Direção à Vitória Final") e glorificação do partido e dos líderes ("Onde Você Está, Caro General?", "Nenhuma Pátria Sem Você", "Não Pergunte Meu Nome", "O General Usa Chukji", "Passos"). Músicas como "Nós Somos Um" e "Arco-íris da Reunificação" cantam as esperanças pela reunificação coreana. Há também músicas com temas mais casuais, como "Mulheres São Flores" e "Balada das Montanhas Douradas".

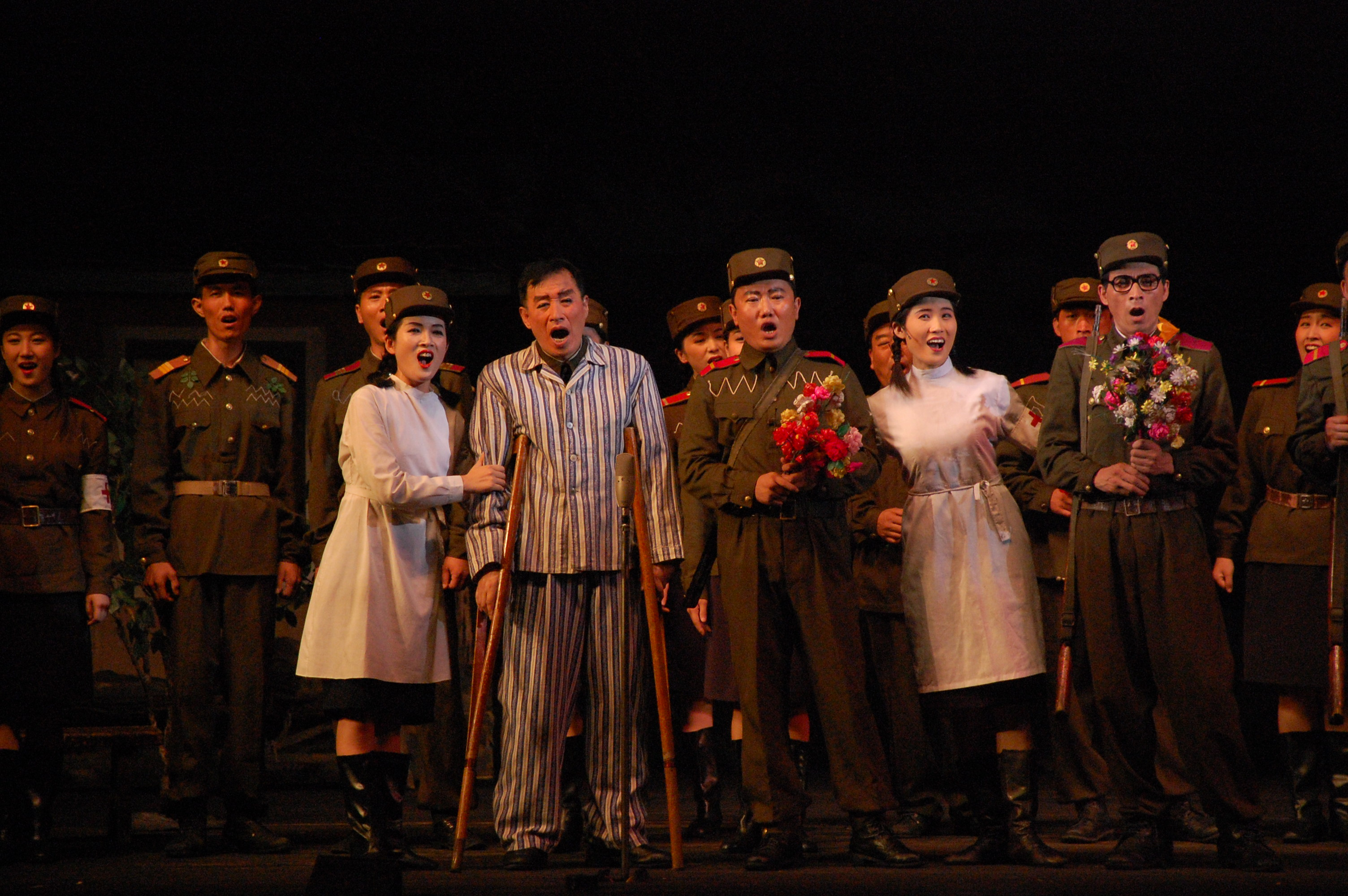
Apresentação em uma ópera de Pyongyang

Em 2012, a primeira grande girl band da Coreia do Norte, a Banda Moranbong, fez sua estreia mundial. É um grupo de cerca de dezesseis mulheres norte-coreanas (onze instrumentistas e cinco cantoras) que foi selecionado a dedo por Kim Jong Un.
O disc jockey da BBC Radio Andy Kershaw observou, em uma visita à Coreia do Norte com a Koryo Tours em 2003, que as únicas gravações disponíveis eram dos cantores pop Jon Hye-yong, Kim Kwang-suk, Jo Kum-hwa e Ri Pun-hui, e os grupos Banda de Música Ligeira Wangjaesan, Trupe de Arte Mansudae e Conjunto Eletrônico de Pochonbo, que tocam em um estilo que Kershaw se refere como "instrumental leve com vocal popular". Há também a Orquestra Sinfônica Estatal, a Companhia de Ópera Mar de Sangue, dois coros, uma orquestra e um conjunto dedicado às composições de Isang Yun, todos em Pyongyang. Os Estúdios de Cinema de Pyongyang também produz muitas músicas instrumentais para seus filmes, e vários programas na Televisão Central Coreana têm músicas feitas e interpretadas pela Orquestra Central de Rádio e Televisão.
A música pop norte-coreana está disponível para os visitantes de Pyongyang no Hotel Koryo ou na Loja de Departamentos Número Um, bem como em lojas de presentes em destinos turísticos. Música internacional e ocidental pode ser apreciada por moradores e turistas na Grande Casa de Estudos do Povo, a biblioteca central de Pyongyang.

## Música da Iluminação

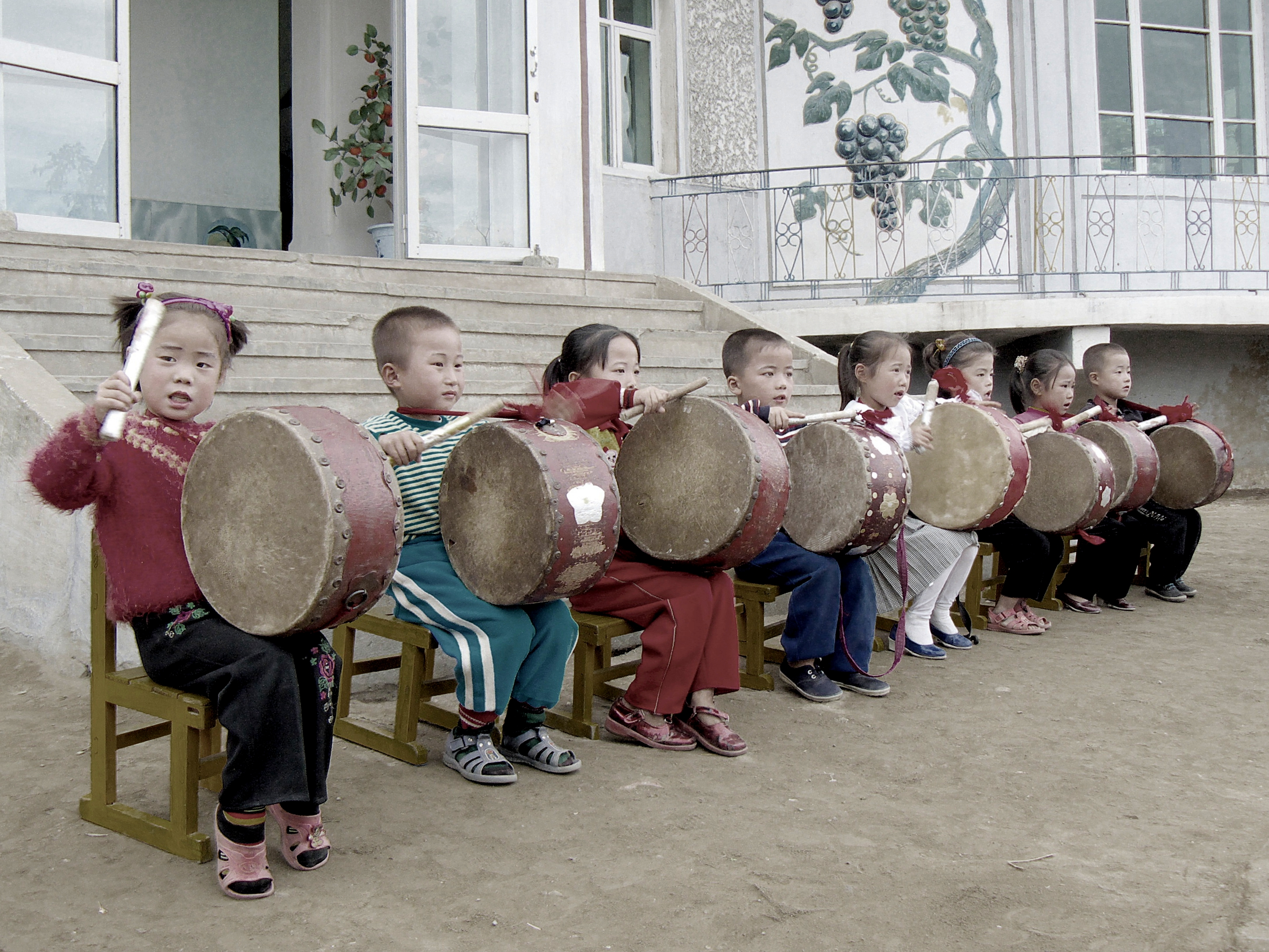
Crianças norte-coreanas se apresentam para turistas na Fazenda Cooperativa Chonsam, perto de Wonsan

Muitas músicas compostas durante a Coreia sob o domínio japonês, que são conhecidas na Coreia do Sul hoje como Trot, são chamadas de "Canção do Período da Iluminação" (계몽기 가요). Ela não é mais composta, pois a música de propaganda deslocou outras formas musicais. Essas músicas foram gravadas apenas oralmente por um longo tempo. No entanto, foi intencionalmente revivida durante a administração de Kim Jong Il: no final dos anos 2000, a Televisão Central Coreana exibiu um programa de TV que introduziu essas "canções da Iluminação".

## Música folclórica
Junto com canções pop contemporâneas, grupos como o Pochonbo Electronic Ensemble gravaram arranjos de canções folclóricas coreanas. A canção folclórica coreana "Arirang" continua a ser amplamente popular na RPDC, com a UNESCO inscrevendo a canção na Lista Representativa do Patrimônio Cultural Imaterial da Humanidade em 2014, representando a República Popular Democrática da Coreia.
Como a música coreana em geral, a música norte-coreana inclui tipos de música folclórica e clássica, cortesã, incluindo gêneros como sanjo, pansori e nongak. Pansori é uma longa música vocal e percussiva tocada por um cantor e um baterista. A letra conta uma de cinco histórias diferentes, mas é individualizada por cada artista, geralmente com piadas atualizadas e participação do público. Nongak é uma forma rural de música de percussão, normalmente tocada por vinte a trinta artistas. Sanjo é inteiramente instrumental que muda ritmos e modos melódicos durante a música. Os instrumentos incluem o conjunto de tambores changgo acompanhado de um instrumento melódico, como o gayageum ou o ajaeng.

## Instrumentos
Na Coreia do Norte, instrumentos tradicionais foram adaptados para que pudessem competir com instrumentos ocidentais. Muitas formas musicais mais antigas permanecem e são usadas tanto em apresentações tradicionais que foram sintonizadas com as ideias e o modo de vida do moderno estado comunista norte-coreano quanto para acompanhar canções modernas em louvor a Kim Il Sung, seu filho e sucessor, Kim Jong Il, e Kim Jong Un de 2012 em diante, além de canções que desejam uma Coreia reunificada, criando assim uma mistura de música tradicional e ocidental que é verdadeiramente norte-coreana, uma variante única da música coreana como um todo, misturando o antigo e o novo.
As cítaras Ongnyugeum modernas e o violino de quatro cordas Sohaegeum são versões norte-coreanas modernizadas de instrumentos musicais tradicionais coreanos, ambos usados em formas musicais tradicionais e modernas.
A música militar, em contraste, frequentemente faz uso extensivo de instrumentos ocidentais de sopro, sopro e percussão, frequentemente omitindo os coreanos completamente. Embora geralmente sejam composições originais, as melodias não são facilmente distinguíveis das ocidentais pela ausência de suas letras, que apresentam fortemente o conteúdo habitualmente orientado ideologicamente.